# Neoplan Trendliner
Neoplan Trendliner – autobus międzymiastowy produkowany w tureckich zakładach MAN w latach 2004–2009.

## Historia
Prototyp pod nazwą roboczą X-Liner był prezentowany podczas wydarzenia w pałacu w Krześlicach, gdzie holding NEOMAN prezentował własną strategię rozwoju. Oficjalnie, jako następca rodziny Euroliner został zaprezentowany podczas wrześniowych targów IAA w Hanowerze w 2004 r. Model był bliźniakiem konstrukcyjnym MAN Lion's Regio wytwarzanym w tej samej fabryce. Pierwotnie był dostępny w dwóch wariantach długości - Ü i ÜL. Model wygrał w konkursie Red Dot Design Award 2005 za najlepszy design. W tym samym roku poszerzono gamę o 13-metrowy wariant ÜC. Duchowym następcą modelu stał się zaprezentowany w 2012 r model Jetliner pełniący w gamie Neoplan rolę kombi.

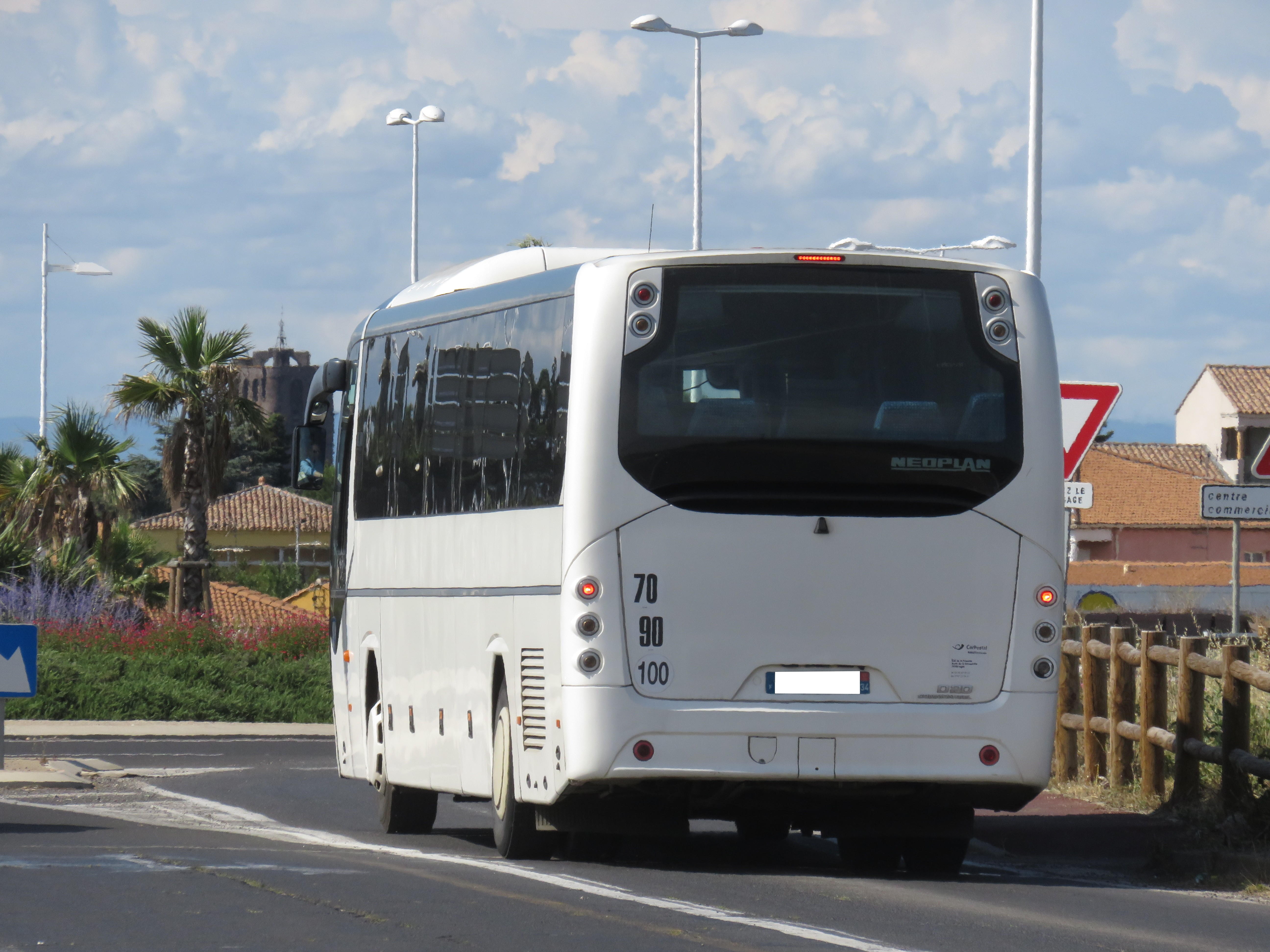
Tył pojazdu

## Gama
| Model                         | Trendliner Ü | Trendliner ÜC | Trendliner ÜL |
| ----------------------------- | --- | --- | --- |
| Długość                       | 12 250 mm | 13 010 mm | 13 900 mm |
| Szerokość                     | 2 550 mm | 2 550 mm | 2 550 mm |
| Wysokość                      | 3 400 mm | 3 400 mm | 3 400 mm |
| Rozstaw osi                   | 6 120 mm | 6 880 mm | 6 600 mm (I i II oś) 1 470 mm (II i III oś) |
| Silnik                        | MAN D 2886 310 - 410 KM; seryjnie 12 litrów, 360 KM z automatycznym uzupełniaczem oleju MAN D 2066 LUH 310/350/390 KM Euro 4 | MAN D 2886 310 - 410 KM; seryjnie 12 litrów, 360 KM z automatycznym uzupełniaczem oleju MAN D 2066 LUH 310/350/390 KM Euro 4 | MAN D 2886 310 - 410 KM; seryjnie 12 litrów, 360 KM z automatycznym uzupełniaczem oleju MAN D 2066 LUH 310/350/390 KM Euro 4 |
| Skrzynia biegów               | manualna 6-biegowa ZF 6 S-1901; automatyczna 12-biegowa AS-tronic | manualna 6-biegowa ZF 6 S-1901; automatyczna 12-biegowa AS-tronic | manualna 6-biegowa ZF 6 S-1901; automatyczna 12-biegowa AS-tronic |
| Zawieszenie                   | pneumatyczne z systemem ECAS | pneumatyczne z systemem ECAS | pneumatyczne z systemem ECAS |
| Hamulce                       | tarczowe na wszystkich kołach; system EBS; zintegrowana blokada kół przed cofnięciem | tarczowe na wszystkich kołach; system EBS; zintegrowana blokada kół przed cofnięciem | tarczowe na wszystkich kołach; system EBS; zintegrowana blokada kół przed cofnięciem |
| Drzwi                         | nadwozie samonośnie typu monocoque złożone z rur przekroju kwadratowego, poprzeczek ze wzmocnionej stali/stali o wysokiej wytrzymałości na łączeniu B i tył (zgodnie z wymogami ECE-R66); Dach i klapy bagażnika z pultrudowanego tworzywa sztucznego z wysoką zawartością włókna szklanego; Szerokie stopnie antypoślizgowe; Drzwi pneumatyczne otwierane na zewnątrz z zabezpieczeniem przed zakleszczeniem, przygnieceniem pasażera                                                         | nadwozie samonośnie typu monocoque złożone z rur przekroju kwadratowego, poprzeczek ze wzmocnionej stali/stali o wysokiej wytrzymałości na łączeniu B i tył (zgodnie z wymogami ECE-R66); Dach i klapy bagażnika z pultrudowanego tworzywa sztucznego z wysoką zawartością włókna szklanego; Szerokie stopnie antypoślizgowe; Drzwi pneumatyczne otwierane na zewnątrz z zabezpieczeniem przed zakleszczeniem, przygnieceniem pasażera                                                         | nadwozie samonośnie typu monocoque złożone z rur przekroju kwadratowego, poprzeczek ze wzmocnionej stali/stali o wysokiej wytrzymałości na łączeniu B i tył (zgodnie z wymogami ECE-R66); Dach i klapy bagażnika z pultrudowanego tworzywa sztucznego z wysoką zawartością włókna szklanego; Szerokie stopnie antypoślizgowe; Drzwi pneumatyczne otwierane na zewnątrz z zabezpieczeniem przed zakleszczeniem, przygnieceniem pasażera                                                         |
| Przestrzeń pasażerska         | Podwójne okna dźwiękoszczelne; Automatyczna klimatyzacja; Trzygwiazdkowe fotele (uchwyty w opcji); Wykończenie w jasnych kolorach; System VHS lub DVD z płaskimi ekranami; Zwijane zasłony i rolety; Poręcze, Przyciski STOP ; Oświetlenie korytarza emitujące nieinwazyjne i nieoślepiające światło; Indywidualne przyciski regulacji światła i klimatyzacji; Półki bagażowe; Kompaktowa kuchnia; Toaleta; Lodówka zintegrowana z kokpitem/deską rozdzielczą kierowcy; Ogrzewanie i dmuchawa; | Podwójne okna dźwiękoszczelne; Automatyczna klimatyzacja; Trzygwiazdkowe fotele (uchwyty w opcji); Wykończenie w jasnych kolorach; System VHS lub DVD z płaskimi ekranami; Zwijane zasłony i rolety; Poręcze, Przyciski STOP ; Oświetlenie korytarza emitujące nieinwazyjne i nieoślepiające światło; Indywidualne przyciski regulacji światła i klimatyzacji; Półki bagażowe; Kompaktowa kuchnia; Toaleta; Lodówka zintegrowana z kokpitem/deską rozdzielczą kierowcy; Ogrzewanie i dmuchawa; | Podwójne okna dźwiękoszczelne; Automatyczna klimatyzacja; Trzygwiazdkowe fotele (uchwyty w opcji); Wykończenie w jasnych kolorach; System VHS lub DVD z płaskimi ekranami; Zwijane zasłony i rolety; Poręcze, Przyciski STOP ; Oświetlenie korytarza emitujące nieinwazyjne i nieoślepiające światło; Indywidualne przyciski regulacji światła i klimatyzacji; Półki bagażowe; Kompaktowa kuchnia; Toaleta; Lodówka zintegrowana z kokpitem/deską rozdzielczą kierowcy; Ogrzewanie i dmuchawa; |
| Stanowisko kierowcy           | Elipsoidalna deska rozdzielcza skierowana w stronę kierowcy, chromowane wykończenie predkościomierza i wskaźników; Wywietrzniki powietrza w różnych kolorach; Regulacja fotela i kolumny kierowniczej | Elipsoidalna deska rozdzielcza skierowana w stronę kierowcy, chromowane wykończenie predkościomierza i wskaźników; Wywietrzniki powietrza w różnych kolorach; Regulacja fotela i kolumny kierowniczej | Elipsoidalna deska rozdzielcza skierowana w stronę kierowcy, chromowane wykończenie predkościomierza i wskaźników; Wywietrzniki powietrza w różnych kolorach; Regulacja fotela i kolumny kierowniczej |
| Liczba siedzeń (w wersji ***) | 55 + 1 47 + 1 | 59 + 1 51 + 1 | 63 + 1 57 +1 |
| Elektryka                     | System TEFS (Twin Electric Platform System), Technologia IBIS | System TEFS (Twin Electric Platform System), Technologia IBIS | System TEFS (Twin Electric Platform System), Technologia IBIS |
| Bagażnik                      | 5,6 m³ | 6,5 m³ | 6,3 m³ |
| Zbiornik paliwa               | 300 l | 300 l | 300 l |
| DMC                           | 18 000 kg | 18 000 kg | 24 900 kg |